# トビリシ国際空港
ショタ・ルスタヴェリ・トビリシ国際空港（ショタ・ルスタヴェリ・トビリシこくさいくうこう、グルジア語: თბილისის საერთაშორისო აეროპორტი、英語: Shota Rustaveli Tbilisi International Airport）は、ジョージアの首都トビリシにある国際空港。旧称、ノボ・アレクセーエフカ国際空港（Novo Alexeyevka International Airport）。ジョージアの詩人のショタ・ルスタヴェリにちなんで名付けられた。
首都トビリシの南東17km（11マイル）に位置する、ジョージアで最も利用客の多い国際空港。2019年の旅客取扱人数は370万人だった。

## 概要
トビリシ国際空港には、ジョージアのフラッグキャリアであるジョージアン・エアウェイズと、2017年に設立されたマイウェイ航空が就航している。主にヨーロッパ、中東、中央アジアの航空会社が、およそ30の都市へ就航している。観光地としてのジョージアとトビリシの人気の高まりから、旅行者数は2010年以降、100万人から新型コロナウイルス感染症の流行までは400万人近くまで増加した。ジョージアの空域は2020年の大半、政府が義務付けた国外退去便を除いて閉鎖されたが、2021年2月より通常の国際航空輸送が再開された。
2019年6月の政治的騒動を受けて、ロシアは2019年7月8日からジョージアとの間のフライトを禁止した。 トビリシからモスクワのヴヌーコヴォ国際空港へのジョージアン・エアウェイズはその後、エレバン経由でエアカンパニー・アルメニアによって運航されるようになった。この禁止令は2021年末時点でも有効であった。クレムリンはまた、すべてのロシアの航空会社がジョージアに飛ぶことを禁止している。同様の禁止令は2006年から2008年にかけても有効であった。
ジョージ・W・ブッシュ通り（カヘティ高速道路）が空港からトビリシ中心部まで通じている。 空港ビルの出口の向かいには鉄道サービスも提供されている。2007年にオープンしたモダニズム様式の駅から1日2便出ている。

## 就航航空会社

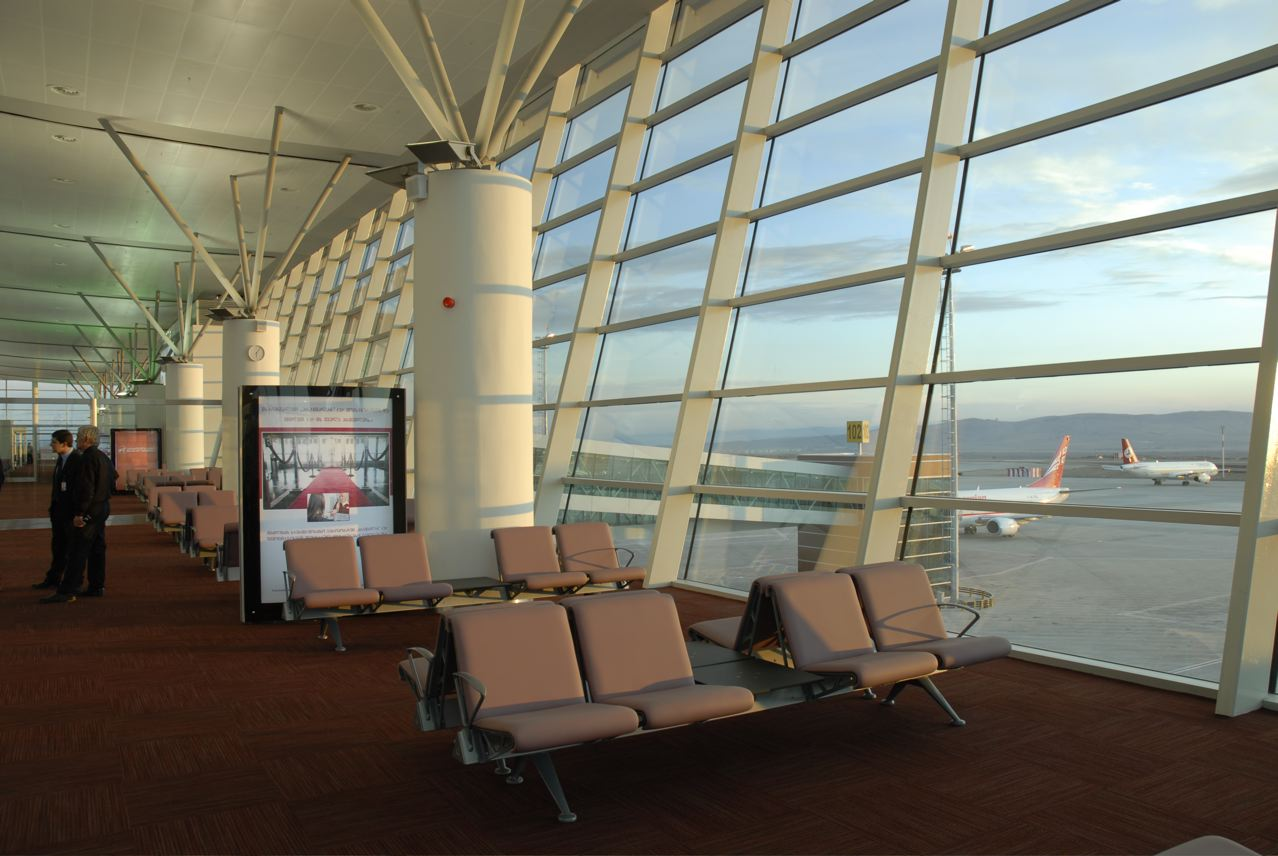
出発ホール

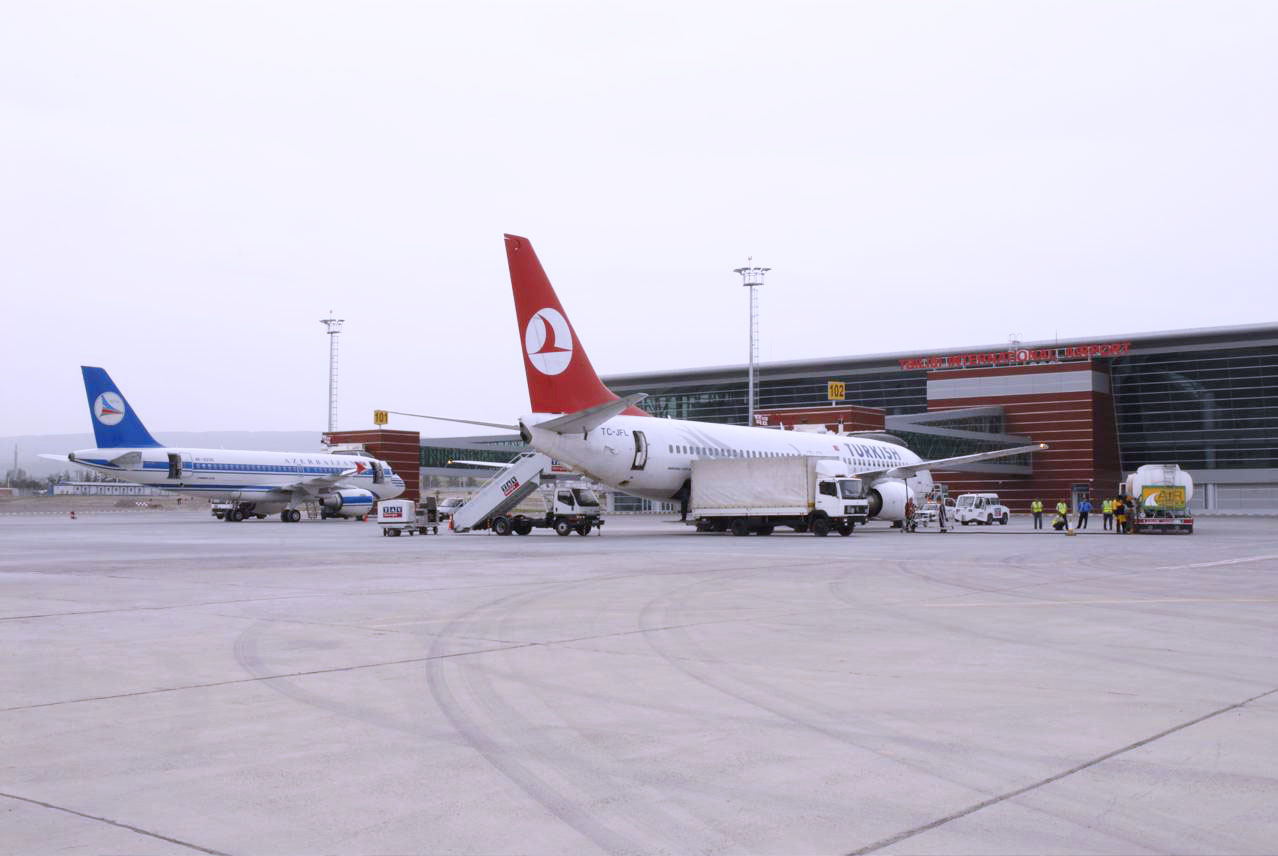
駐機する飛行機群

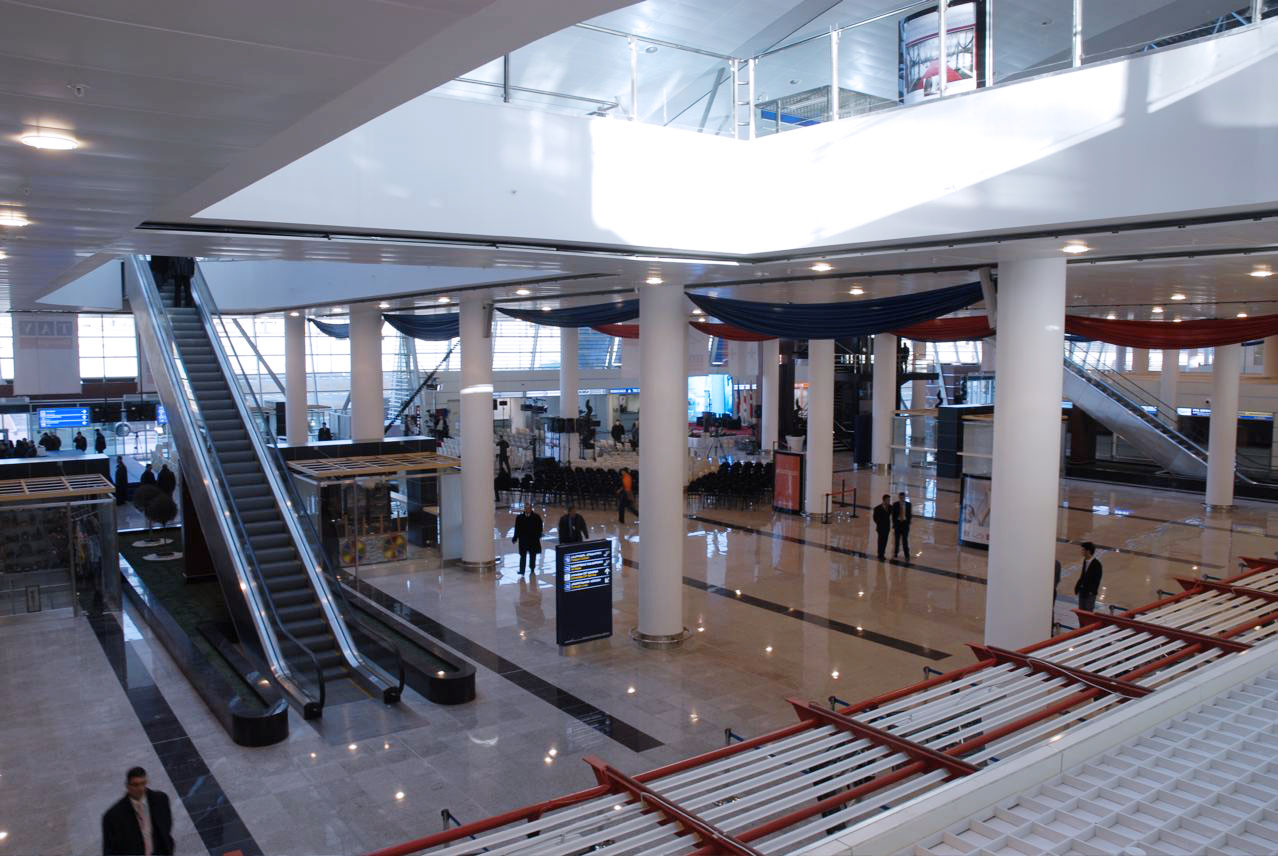
ターミナルビルの1階到着ホール

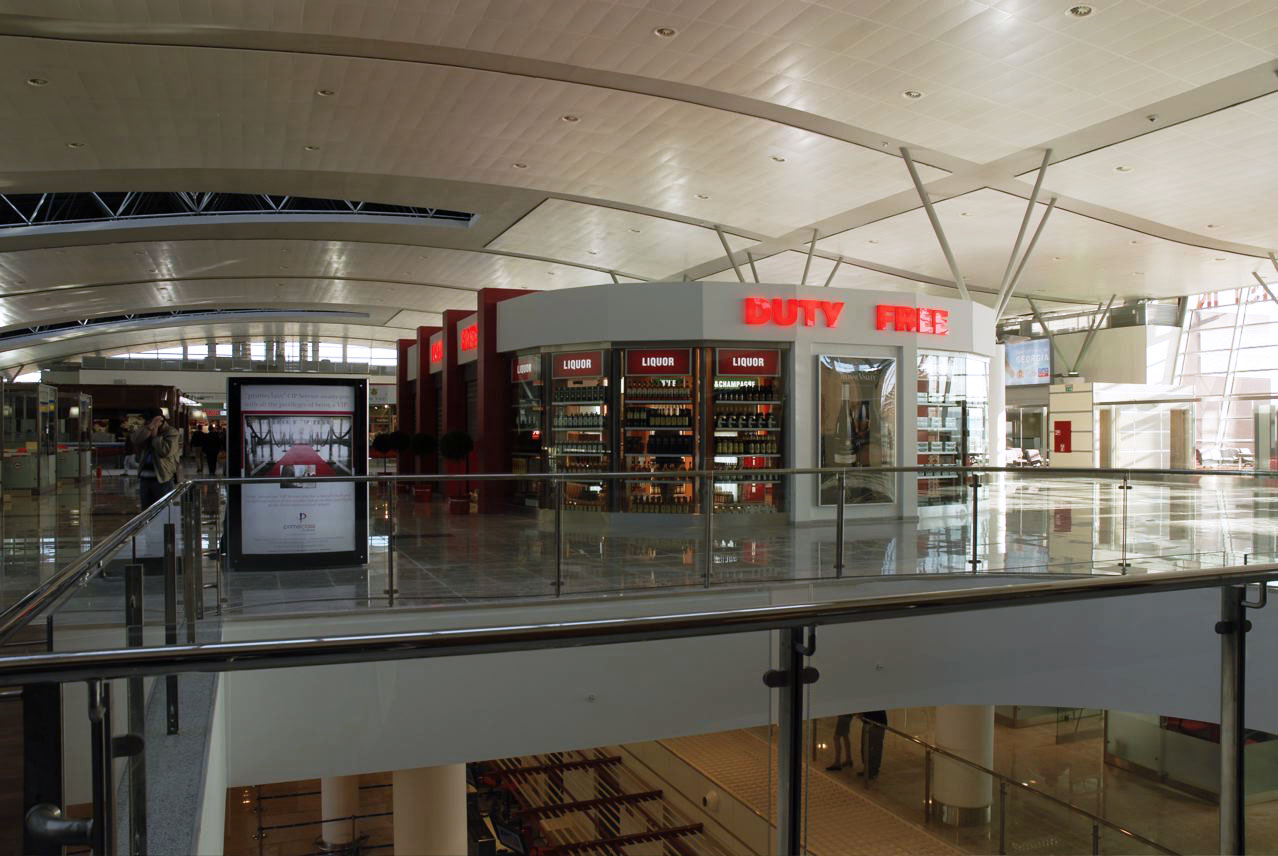
4階出発ホール

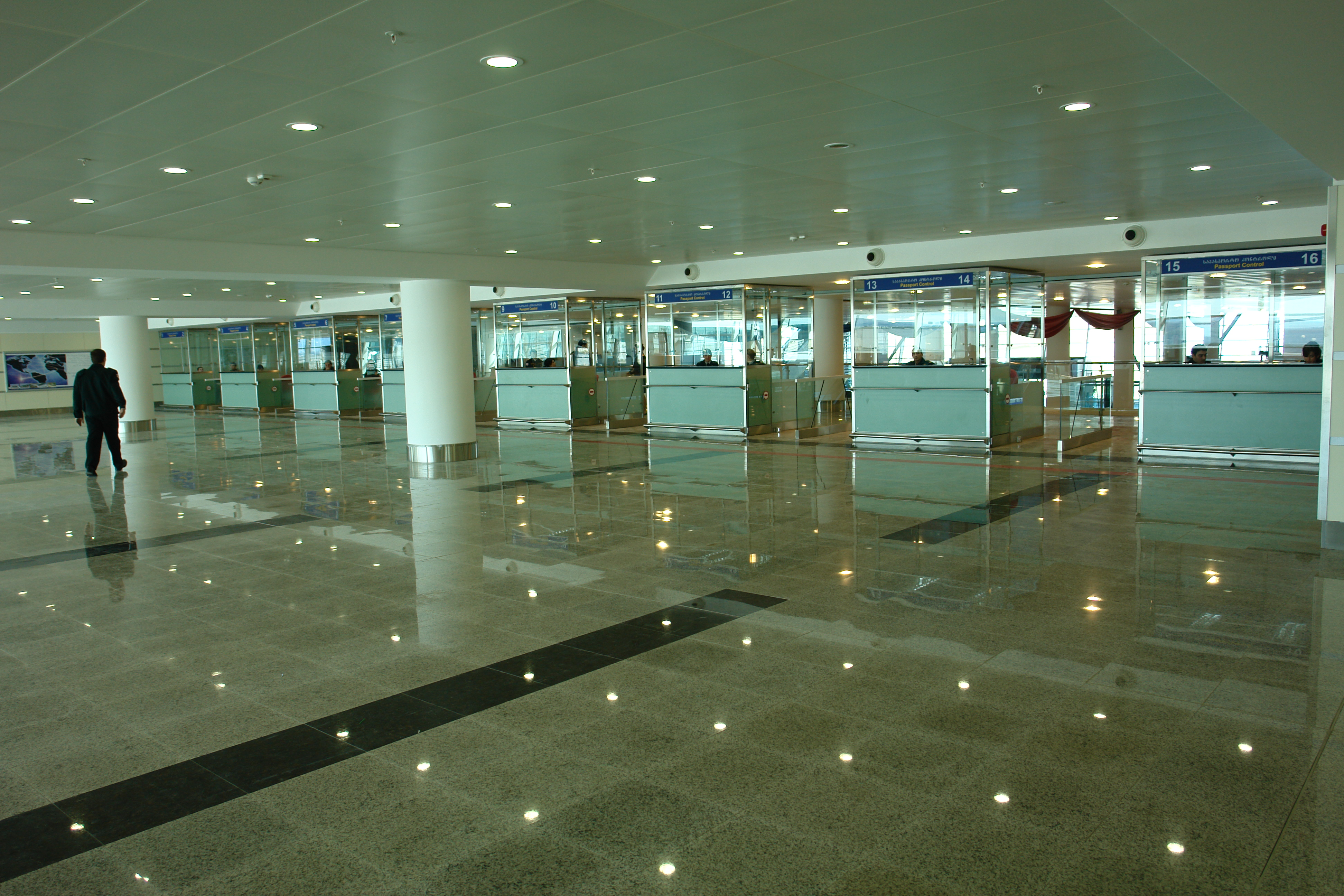
出入国審査場

### 国際線
| 航空会社                   | 就航地 |
| -------------------------- | --- |
| ジョージアン・エアウェイズ | モスクワ/ヴヌーコヴォ、サンクトペテルブルク、パリ/シャルル・ド・ゴール、ニース、アムステルダム、ベルリン、ミュンヘン、ウィーン、ミラノ/ベルガモ、ラルナカ、テルアビブ/ベン・グリオン、エレバン |
| ジョージアン・ウィングス   | バクー、キシナウ、プラハ、テヘラン/エマーム・ホメイニー |
| アゼルバイジャン航空       | バクー |
| エア・アスタナ             | アルマトイ |
| SCAT航空                   | アクタウ |
| ウズベキスタン航空         | タシケント |
| ベラヴィア                 | ミンスク |
| アジムート航空             | モスクワ/ヴヌーコヴォ、サンクトペテルブルク、ソチ、ミネラーリヌィエ・ヴォードィ、ウファ |
| レッドウィングス航空       | サンクトペテルブルク、ソチ、エカテリンブルク、カザン、サマーラ |
| エーゲ航空                 | アテネ |
| エールフランス             | パリ/シャルル・ド・ゴール |
| ルフトハンザドイツ航空     | ミュンヘン |
| ユーロウィングス           | [季節運航]: ベルリン、ミュンヘン、ケルン/ボン、デュッセルドルフ、シュトゥットガルト |
| LOTポーランド航空          | ワルシャワ/ショパン |
| エア・バルティック         | リガ |
| フライワン                 | キシナウ、エレバン |
| ターキッシュ エアラインズ  | イスタンブール |
| Aジェット                  | イスタンブール/サビハ |
| ペガサス航空               | イスタンブール/サビハ 、アンカラ、アンタルヤ |
| サンエクスプレス           | [季節運航]: アンタルヤ、イズミル |
| エル・アル航空             | テルアビブ/ベン・グリオン |
| アルキア・イスラエル航空   | テルアビブ/ベン・グリオン |
| イズレール航空             | テルアビブ/ベン・グリオン |
| エア・アラビア             | アブダビ、シャールジャ |
| フライドバイ               | ドバイ |
| カタール航空               | ドーハ |
| ガルフ・エア               | バーレーン |
| フライナス                 | ジェッダ、リヤド |
| ジャジーラ航空             | クウェートシティ |
| クウェート航空             | クウェートシティ |
| イランエアツアーズ         | テヘラン/エマーム・ホメイニー |
| ケシュム航空               | テヘラン/エマーム・ホメイニー |
| セペラン航空               | テヘラン/エマーム・ホメイニー |
| バレシュ航空               | テヘラン/エマーム・ホメイニー |
| ザグロス航空               | テヘラン/エマーム・ホメイニー |
| インディゴ                 | デリー、ムンバイ |
| 中国南方航空               | ウルムチ |

### 貨物便
| 航空会社                        | 就航地 |
| ------------------------------- | --- |
| ジョージアン・エアウェイズ      | バクー、デリー、タシケント、ドバイ、イスタンブール、ライプツィヒ                                                                                     |
| カーゴルックス航空              | バクー、ルクセンブルク、上海/浦東 |
| コイン・エアウェイズ            | アクタウ、アクトベ、アムステルダム、アシガバート、アティラウ、バルカナバート、バクー、クズロルダ、マル、オラル、シムケント、トルクメンバシ、エレバン |
| カタール航空カーゴ              | ドーハ、ミラノ/マルペンサ |
| シルクウェイ航空                | バクー |
| ターキッシュ エアラインズカーゴ | イスタンブール/アタテュルク、イズミル、ブリュッセル                                                                                                  |

## 旅客便就航都市
旧ソ連
- アルメニア : エレバン
- アゼルバイジャン : バクー
- ロシア : モスクワ/ヴヌーコヴォ、サンクトペテルブルク、エカテリンブルク、カザン、ウファ、サマーラ、ソチ、ミネラーリヌィエ・ヴォードィ
- ベラルーシ : ミンスク
- ラトビア : リガ
- モルドバ : キシナウ
- カザフスタン : アルマトイ、アクタウ
- ウズベキスタン : タシケント

ヨーロッパ
- ギリシャ : アテネ
- ポーランド : ワルシャワ
- チェコ : プラハ
- ドイツ : ベルリン、ミュンヘン、ケルン/ボン、デュッセルドルフ、シュトゥットガルト
- オーストリア : ウィーン
- オランダ : アムステルダム
- フランス : パリ/シャルル・ド・ゴール、ニース
- イタリア : ミラノ/ベルガモ

中近東
- トルコ : イスタンブール、アンカラ、アンタルヤ、イズミル
- イラン : テヘラン/エマーム・ホメイニー
- クウェート : クウェートシティ
- カタール : ドーハ
- バーレーン : マナーマ
- アラブ首長国連邦 : アブダビ、ドバイ、シャールジャ
- サウジアラビア : リヤド、ジェッダ
- イスラエル : テルアビブ

西アジア
- インド : デリー

東アジア
- 中国 : ウルムチ

## 交通アクセス
- 鉄道 : トビリシ中央駅方面 1日2往復[13]
- バス
- タクシー